# シャウシュタタール
シャウシュタタール（Shaushtatar、Šauštatar）は、古代メソポタミア、ミタンニの王。

シャウシュタタール王の王印

## 略歴
パルシャタタールの子であるシャウシュタタールは、紀元前15世紀のミタンニの王。シャウシュタタールが王位に就いた紀元前15世紀頃までに、彼の父パルシャタタールは幾つかの都市にフルリ人の王を配していたので、シャウシュタタールはミタンニをメソポタミアの権力者にすることは容易であった。ミタンニがエジプト人から受けた絶え間ない脅威から解放されたシャウシュタタールは、アッシリアに目を向けた。シャウシュタタールはアッシリアを侵略し、その首都アッシュールを略奪した。
アッシリア侵攻後、シャウシュタタールは軍をユーフラテス川を西に向け、途中で彼の支配下にある全ての北シリアの国々を集めて地中海沿岸に軍を進めた。シャウシュタタールはミタンニの領域をアララハ、ヌジ、アッシュール、キズワトナの地域を含むようになるまで拡大することに成功した。シャウシュタタールはミタンニの力をさらに南へ（恐らくパレスチナ）拡張しようとしていたが、南シリアの大部分はまだエジプトの影響下にあり長い間ミタンニの脅威となっていた。シャウシュタタールのパレスチナ進出には、エジプトとの戦争という結末があった。当時パレスチナにはかなりの数のフルリ人がいたというミタンニの優位性はあったが、計画の段階でシャウシュタタールが亡くなり、息子のアルタタマ1世がファラオ・アメンホテプ2世と同盟をめぐって交渉することになる。